# Pelotari (novela)
Pelotari es una novela breve escrita por el periodista Marcelino Izquierdo Vozmediano, jefe de "Fin de Semana" del diario La Rioja, y que cuenta con un prólogo de Augusto Ibáñez Sacristán Titín III, campeón del Cuatro y Medio (2007). El título hace referencia tanto al nombre de la empresa para la cual juega el protagonista como al hecho de que se llama pelotaris a quienes practican el deporte de la pelota vasca.

## Trama
El relato, absolutamente ficticio, se desarrolla en la ciudad de Logroño durante la Transición a la democracia. En esa época regresa a España Gumersindo Medrano, alias El Pibe, el mejor pelotari del momento, riojano hijo de inmigrantes que viajaron a Argentina tras la Guerra Civil. Campeón de España, el triunfo asalta al Pibe Medrano de forma tan rápida que, junto a un secreto inconfesable y un amor imposible, echará por tierra sus éxitos deportivos.

## Personajes
- Gumersindo Medrano alias El Pibe o Gúmer. Pelotari profesional, campeón del Mundo en 1974 e hijo de emigrantes riojanos que se trasladaron a Argentina tras la Guerra Civil, se traslada a España tras la muerte de Franco para jugar contratado por la empresa 'Pelotari'.
- Pepín Villafañe, su entrenador.
- Ángela, tía carnal de Gumersindo, se traslada a Logroño a vivir con él.
- Arturo Barragán, amigo del Pibe y rico heredero. Calvo, ojos saltones, narigudo, con la boca llena de dientes de oro y medio tartamudo, arrastra a Gumersindo Medrano por la mala vida.
- Laura, prostituta del club de alterne El Búho Rojo, de la cual se enamora El Pibe.
- Ángel, proxeneta de Laura.

## Portada y colofón
La portada se ha ilustrado con la fotografía ‘Los pelotaris Gallastegui y Barberito I jugando contra Akarregi y Cortabitarte en el frontón Astelena de Éibar’ (1949), de Indalecio Ojanguren y del Archivo General de Guipúzcoa
. 
En el colofón se indica que el libro se terminó de imprimir el 13 de septiembre de 2009, 17 años después del debut profesional de Titín III, en el Frontón Barberito I de Baños de Río Tobía.